# Sundgau

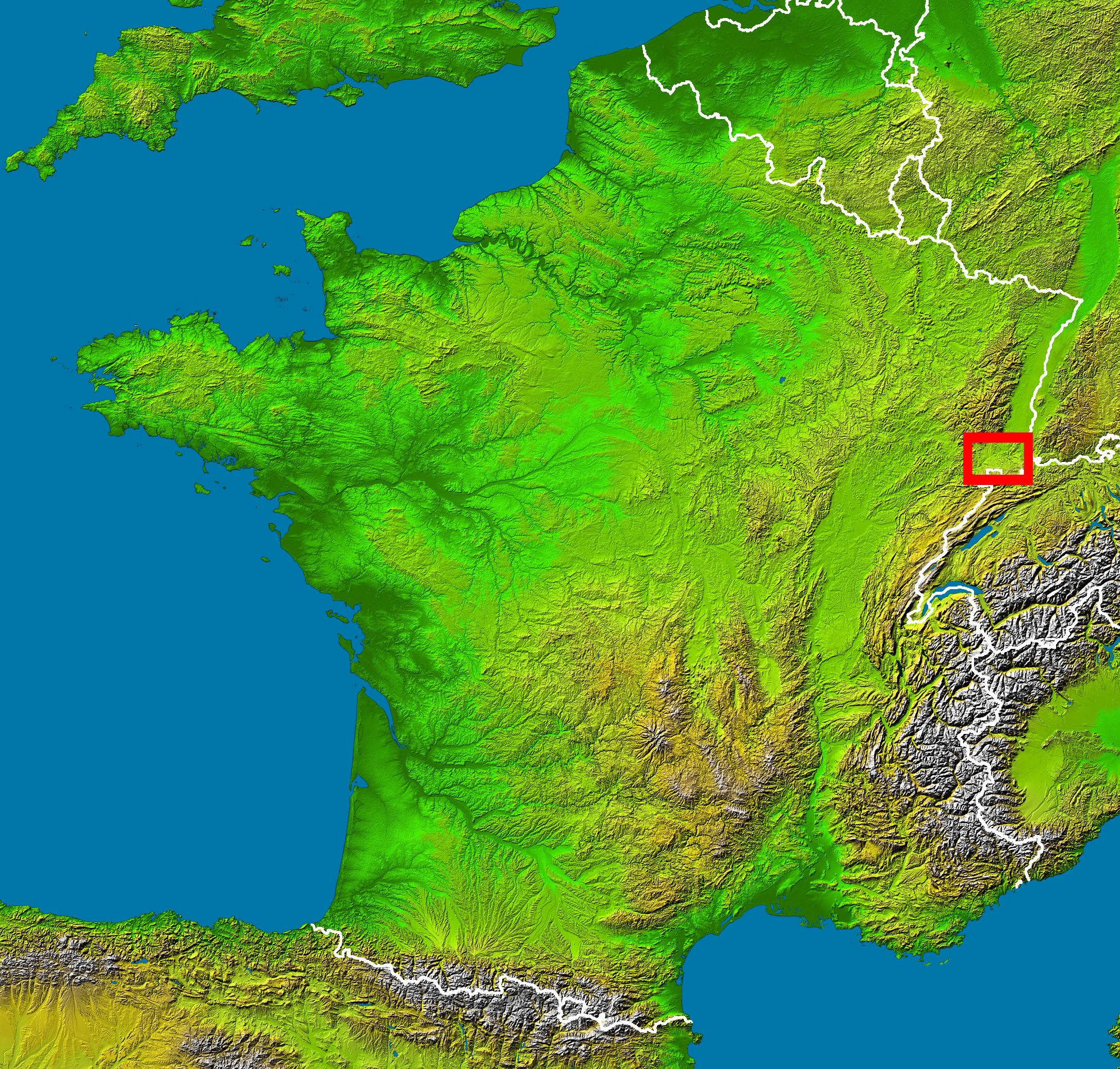
Localització de Sundgau

Sundgau (de l'alemany gau i sund, "comtat del sud"), és una regió natural o país tradicional de França en l'entorn del districte administratiu d'Altkirch que s'estén a les comunes veïnes de Dannemarie, Hirsingue i Ferrette, al sud de la regió d'Alsàcia i sud-est del Territori de Belfort, pròxim a l'aglomeració urbana de Mülhausen.
El Sundgau es troba en un entorn natural ondat de suaus pujols entre 300 i 500 m d'altitud, resultat de la formació sobre terrenys resistents de la vall alta del Rin i els cursos dels rius Ill, Largue i altres menors que descendeixen de la Serralada dels Vosges i del Jura, distingint-se els paisatges del Sundgau meridional, el septentrional i el confrontant al peu dels Vosges. Les terres són fèrtils i favorables a una agricultura polivalent en parcel·les, on destaquen les produccions de blat de moro, blat o colza, mentre que l'abundància de petits estanys artificials ha desenvolupat des de l'època medieval els vivers de carpes, en la qual van destacar algunes de les institucions monacals de la regió.

## Història
Segons els estudis arqueològics, el Sundgau es trobava habitat des de 500.000 anys aC i durant l'edat de bronze va ser escenari de passada de migracions, mentre que en l'edat de ferro es van consolidar els assentaments en poblats fortificats, com el de Britzgyberg a Illfurth.
Des del segle i aC, el poble dels sequans, originaris de l'àrea de Besançon, van disputar la possessió del Sundgau als eduens, fins que al 70 aC van recórrer - per a aconseguir imposar-se sobre aquests- a l'ajuda de mercenaris germànics liderats per Ariovist. Una vegada acabada la lluita, en lloc de retirar-se, els germànics es van instal·lar en les terres dels seus aliats i aquests, per a expulsar-los, van cridar als romans, fet que provocà la intervenció d'un exèrcit manat per Juli Cèsar, que va derrotar Ariovist el 58 aC a les proximitats de Cernay, donant pas al període de dominació romana de la regió.
Després de la invasió de l'Imperi Romà d'Occident pels pobles germànics a principis del segle v, la regió, en la qual van començar a sorgir les primeres comunitats de cristians, va ser ocupada pels alamànics fins a la seva expulsió pels francs, vencedors en la batalla de Tolbiac en 496, que van integrar el territori en el regne d'Austràsia i, més endavant, al ducat d'Alsàcia, dintre del Sacre Imperi Romanogermànic amb la denominació Ducat de Suàbia. És en aquells dies que les cròniques distingeixen el comtat del sud o Sundgau en el territori que durant l'Antic Règim s'anomenaria Alta Alsàcia, i el Nordgau que donaria lloc a la província de Baixa Alsàcia. Aquesta divisió tradicional seria conservada com base per a la creació dels departaments d'Alt Rin i Baix Rin per la reforma administrativa francesa de 1790.
Durant el segle ix i segle X, el Sundgau es va trobar sota administració de la família dels Lieutfried. En 1125, Frederic, fill de Teobald I, comte de Montbeliard, va heretar el sud d'Alsàcia creant el comtat de Ferrette, senyoriu feudal titular del Sundgau fins a 1324. Després de la mort sense descendència masculina del comte Ulric III (1310-1324), que va conquistar la vall de Saint-Amarin, la seva filla Jeanne de Ferrette va contreure matrimoni amb Albert II d'Habsburg, i a partir de llavors el Sundgau va formar part de l'Àustria Anterior, en possessió de la casa d'Habsburg.
Durant la Guerra dels Trenta Anys, Sundgau va ser ocupada per França en 1639 (juntament amb altres territoris d'Alsàcia) per a tallar el corredor de possessions imperials que connectaven els territoris d'Itàlia i els Països Baixos en poder dels Habsburg espanyols. L'emperador del Sacre Imperi, Ferran III d'Habsburg, va vendre el Sundgau a França el 1646 per 1,2 milions de tàlers. La Pau de Westfalia, al final de la guerra, va sancionar el canvi de mans, unint les destinacions del Sundgau a l'esdevenir històric d'Alsàcia.

## Patrimoni
- Château de Ferrette, erigit a 612 m d'altitud, feu dels comtes de Ferrette
- Château de Morimont
- Château de Landskron
- Molí de Hundsbach
- Abadia cistercenca de Lucelle
- Església romànica de Feldbach
- Església romànica d'Altkirch
- Museu sundgauvià d'Altkirch
- Poble ornamentat de Hirtzbach
- La maison de la nature d'Altenach

## Personalitats
- Jean-Jacques Henner, pintor (1829-1905)
- Charles Zumstein, poeta (1867-1963)
- Nathan Katz, poeta
- Eugène Ricklin, polític (1862-1935)